# Cameron Wake
Derek Cameron Wake (Beltsville, 30 gennaio 1982) è un giocatore di football americano statunitense che milita nel ruolo di defensive end per i Tennessee Titans della National Football League (NFL).Dopo non essere stato scelto nel Draft NFL 2005 firmò coi New York Giants. Al college ha giocato a football a Penn State.

## Carriera professionistica

### New York Giants
Dopo non essere stato scelto nel Draft 2005, Wake firmò con New York Giants nell'aprile 2005 ma fu svincolato nel mese di giugno.

### BC Lions
Wake firmò in qualità di free agent con i BC Lions della Canadian Football League durante il maggio 2007. Passato dal ruolo di linebacker a quello di defensive end, un ritrovato Wake ebbe subito un forte impatto nella squadra, venendo nominato difensore della settimana nel primo turno della stagione 2007 (dopo aver messo a segno 7 tackle e 3 sack) nella vittoria 24-22 dei Lions sui Toronto Argonauts.
Wake terminò la stagione 2007 guidando la lega con 16 sack e bloccando l'unico field goal della CFL in quella stagione. Inoltre mise a segno 72 tackle diventando il primo giocatore della storia della CFL ad essere nominato rookie dell'anno e miglior difensore dell'anno nella stessa stagione.
Nel 2008, Wake guidò ancora la CFL in sack (con 23), venendo nominato ancora CFL All-Star e vincendo per il secondo anno consecutivo il premio di miglior difensore dell'anno.
Il Washington Examiner lo inserì nella formazione ideale della CFL il decennio 2000-2009.

### Miami Dolphins
Alla fine della stagione CFL 2008, Wake attirò l'interesse di diverse franchigie della NFL, tra cui Miami Dolphins, St. Louis Rams, New Orleans Saints, Buffalo Bills e Minnesota Vikings. Il 15 gennaio 2009 fece un provino per i Dolphins.
Dopo essere stato contattato da 17 squadre della NFL ed avere sostenuto un provino per otto di esse, Wake firmò per i Dolphins il 18 gennaio 2009. L'accordo quadriennale fu del valore di 4,5 milioni di dollari, di cui un milione di bonus alla fima.

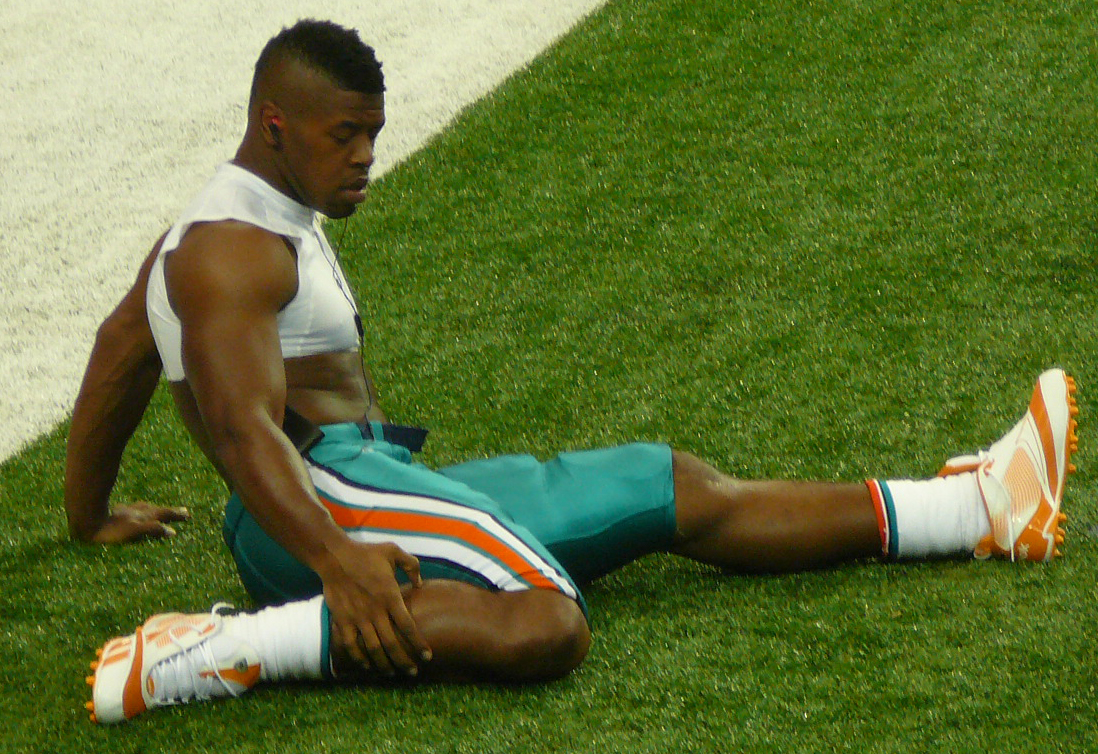
Wake coi Dolphins.

Wake giocò come titolare la sua prima gara nella NFL nella stagione 2009 contro i Bills in cui mise 2 sack, 4 tackle e forzò un fumble. Durante la stagione 2010, giocò una prestazione notevole nella settimana 6 contro i Green Bay Packers in cui mise a segno 3 sack, tra cui uno nei tempi supplementari, portando il suo totale in stagione a 6 e superando già il suo primato di 5,5 nell'anno precedente. Ad un certo punto della stagione, stava guidando la NFL in sack e alla fine terminò terzo nella lega (2º nella AFC). A fine stagione, totalizzò 14 sack, 57 tackle e 3 fumble forzati
Wake fu convocato come titolare per il suo primo Pro Bowl come outside linebacker della AFC. Fu inserito nella formazione ideale della stagione da The Sporting News e nel Second-Team All-Pro dall'Associated Press. Fu inoltre terzo nella lega con 52 pressioni sul quarterback, dietro solamente a Chris Long e Julius Peppers.
Il 5 maggio 2012 Wake firmò un'estensione contrattuale quadriennale coi Miami Dolphins del valore di 49 milioni di dollari, 20 milioni dei quali garantiti. Dopo essere rimasto a secco di sack nelle prime tre settimane della stagione 2012, Wake giocò una gara di alto profilo nella settimana 4 in cui mise a segno 4,5 sack su Kevin Kolb degli Arizona Cardinals. Nel turno successivo mise a segno un altro sack su Andy Dalton nella vittoria sui Cincinnati Bengals.
A fine ottobre, Wake fu premiato per la prima volta come miglior difensore del mese della AFC dopo aver messo a segno 9 tackle e 3 sack nelle tre gare disputate dai Dolphins. I suoi tre sack, uno in ogni gara, furono il massimo mensile della AFC e la squadra terminò il mese con un record di 3-0.
Nella settimana 14 Wake giocò alla grande contro i San Francisco 49ers mettendo a segno tre sack su Colin Kaepernick e forzando un fumble, non sufficienti però a Miami per vincere l'incontro. Arrivò così a quota 14 sack in stagione, pareggiando il suo record personale della stagione 2010 con altre tre gare a disposizione. Il 26 dicembre fu convocato per il secondo Pro Bowl in carriera. La sua stagione si concluse al quarto posto nella classifica dei sack con 15, oltre a 53 tackle e 3 fumble forzati. Il 12 gennaio 2013 fu inserito per la seconda volta nel First-team All-Pro. A fine anno fu classificato al numero 89 nella classifica dei migliori cento giocatori della stagione.
Nella prima gara della stagione 2013, Wake debuttò con 2,5 sack su Brandon Weeden nella vittoria sui Cleveland Browns. Nella settimana 9 fu fondamentale nella vittoria dei Dolphins contro i Cincinnati Bengals quando nei supplementari con un sack (il terzo della sua gara) forzò la safety decisiva su Andy Dalton. Fu la solamente la terza safety nella storia della NFL a concludere una gara ai tempi supplementari. Per questa prestazione fu premiato come miglior difensore della AFC della settimana. Il 27 dicembre fu premiato con la terza convocazione al Pro Bowl in carriera e votato al 66º posto nella NFL Top 100 dai suoi colleghi.
Wake aprì la stagione 2014 con due sack su Tom Brady forzando in entrambi i casi un fumble e contribuendo alla vittoria a sorpresa sui Patriots. Per questa prestazione fu premiato come miglior difensore della AFC della settimana. Nella settimana 10, con due sack contro i Lions, giunse a quota 60 in carriera. Dopo due settimane a secco, nel penultimo turno fece registrare altri due sack nella vittoria sul filo di lana contro i Vikings. Il 23 dicembre fu convocato per il quarto Pro Bowl in carriera, chiudendo la stagione guidando la sua squadra con 11,5 sack.
Wake e i Dolphins ebbero una partenza lenta nel 2015, col giocatore che mise a segno un solo tackle nelle prime quattro gare. Dopo il licenziamento dell'allenatore Joe Philbin e la settimana di pausa, il giocatore si sbloccò nel sesto turno con ben quattro sack e due fumble forzati su Marcus Mariota nella vittoria in casa dei Titans, venendo premiato per la terza volta come difensore della AFC della settimana. Il 29 ottobre, nella gara del giovedì contro i Patriots, Wake si ruppe il tendine d'Achille, perdendo tutto il resto della stagione. Nelle ultime tre partite aveva messo a segno 7 sack e forzato 4 fumble.
Wake tornò in campo subentrando nel primo turno della stagione 2016, senza fare registrare alcuna statistica. Tornò a mettere a segno un sack due settimane dopo nella vittoria sui Browns e nel quindicesimo turno fece registrare il primo intercetto in carriera ai danni di Bryce Petty dei Jets. In quella gara mise a referto anche un sack, superando quota 80 in carriera, e un fumble forzato, coi Dolphins che vinsero per 34-13, assicurandosi la prima stagione con un record positivo dal 2008. A fine stagione fu convocato per il quinto Pro Bowl in carriera e inserito nel Second-team All-Pro dopo avere terminato con 11,5 sack e 5 fumble forzati.

### Tennessee Titans
Il 13 marzo 2019, Wake firmò un contratto triennale da 23 milioni di dollari con i Tennessee Titans. Nella prima partita con la nuova maglia mise a segno 2,5 sack su Baker Mayfield di cui uno nella end zone che diede luogo a una safety, tagliando il traguardo dei 100 sack in carriera e venendo premiato come difensore della AFC della settimana. Il 26 novembre 2019 fu inserito in lista infortunati.

## Palmarès
- Convocazioni al Pro Bowl: 5

2010, 2012, 2013, 2014, 2016
- First-team All-Pro: 2

2010, 2012
- Second-team All-Pro: 1

2016
- Difensore del mese della AFC: 1

ottobre 2012
- Difensore della settimana della AFC: 4

9ª del 2013, 1ª del 2014, 6ª del 2015, 1ª del 2019
- Club dei 100 sack